# 勝俣銓吉郎
勝俣 銓吉郎（かつまた せんきちろう、明治5年11月18日（1872年12月18日） - 1959年（昭和34年）6月4日）は日本の英学者。早稲田大学名誉教授、富士短期大学初代学長。

## 概要
神奈川県箱根出身。小学校を中退し、横浜郵便局に勤務しながら横浜英和学校で英会話を学んだ。上京して国民英学会に学んだ後、ジャパンタイムズに就職して英作文を研鑽した。東京府立第四中学校、三井鉱山勤務を経て、早稲田大学教授となり、ジャパン・ツーリスト・ビューロー、横浜市立横浜商業専修学校、英語教授研究所に兼務した。終戦直後は行政機関で翻訳に従事し、戦後立正大学教授、富士短期大学学長を務めた。
連語を重視し、長年ノートに用例を書き溜め、『英和活用大辞典』を編纂した。

## 生涯

### 生い立ち
明治5年（1872年）11月18日足柄県足柄下郡芦之湯の旅館伊勢屋（現・松坂屋本店）の長男として生まれた。幼少期は旅館が経営難で、借金取りに追われる日々を送った。
1884年（明治17年）4月24日芦之湯小学校中等二級を修了後、1885年（明治18年）家計を助けるため横浜に出て、12月21日横浜郵便局に就職し、書記として外国為替事務に従事しながら、1年余り横浜英和学校ハイスクール最上級で校長モーガン・カルファー、『ボックス・オブ・キュリオス』発行者エドガー・V・ソーン娘、『神戸クロニクル』発行者ロバート・ヤング妹等に英会話を学んだ。1890年（明治23年）12月22日郵便電信書記補。
1896年（明治29年）通りがかりのイギリス人観光客N・G・チャムリーに向学心を認められ、学資を援助されたため、2月17日郵便局を退職し、上京して国民英学会に入学し、安藤貫一、川上清、最上梅雄等と共に磯辺弥一郎、岡村愛蔵、石川角次郎、ウォルツ、岡倉由三郎等に学んだ。5月9日正科、12月12日英文科を卒業した後、同校に教師として留まった。

### 修業
1897年（明治30年）ジャパンタイムズ創立時、『国民新聞』上の求人広告に応募し、5月飯塚陽平と共に採用され、記事の執筆、国内新聞の社説の要訳、議会のリポート等に従事し、1898年（明治31年）4月15日武信由太郎と『青年』を創刊した。またこの頃立教学校、正則英語学校、慶應義塾にも短期間通った。
1901年（明治34年）4月体調不良と読書時間確保のため、武信由太郎の紹介で東京府立第四中学校教諭心得に転じ、吉田茂 (内務官僚)、田辺元、高柳賢三、那須皓等を教えた。
1902年（明治35年）8月薄給のため結婚を考えて退職し、12月20日矢野二郎の推薦で三井鉱山合名会社に入社し、第一秘書課次席として団琢磨の英文秘書を務めたが、読書の時間が取れず、1906年（明治39年）2月8日退職した。

### 早稲田時代
1906年（明治39年）4月1日武信由太郎の紹介で早稲田大学講師となり、商学部で英作文を担当し、1911年（明治44年）4月教授に進んだ。1940年（昭和15年）6月27日早稲田大学高等師範部長。1943年（昭和18年）3月31日定年退職し、4月1日名誉教授になると同時に、大世学院に出講した。
この間、1913年（大正2年）5月1日武信由太郎の紹介でジャパン・ツーリスト・ビューロー嘱託となり、1941年（昭和16年）頃まで機関誌『ザ・ツーリスト』上でワセダ・エーサクの名で日本の事物を紹介した。
また、1920年（大正9年）10月23日から1927年（昭和2年）3月31日まで横浜市立横浜商業専修学校教授として夜学生を教え、1924年（大正13年）9月1日から終戦まで英語教授研究所理事を務めた。

### 戦後
1945年（昭和20年）終戦後、12月18日外務省終戦連絡中央事務局嘱託となって翻訳に従事し、1948年（昭和23年）2月14日司法省終戦連絡部嘱託、1949年（昭和24年）6月1日法務府事務官（二級）に転じ、1952年（昭和27年）3月退官した。また、1946年（昭和21年）12月31日から1948年（昭和23年）3月27日まで衆議院臨時翻訳事務嘱託。
1950年（昭和25年）4月1日立正大学文学部教授、1951年（昭和26年）4月1日富士短期大学初代学長・理事兼教授。
晩年『英和活用大辞典』改修中に視力が衰え、他に構想していた要語辞典・熟語辞典は未完に終わった。1959年（昭和34年）6月4日東京逓信病院に入院し、前立腺切開手術を受け、7月初め退院したが、9月17日胃病で再入院し、22日午前11時50分狭心症で死去し、25日正午四谷聖イグナチオ教会で告別式が行われた。

## 著書
- 1901年 An Anecdotal Reader（文部省検定済）[1]
- 1901年 『英和対訳笑話集』[1]
- 1902年 『英文妙話集』[1]
- 1902年 『英和対訳対話集』[1]
- 1902年 『英文逸話集』[8]
- 1902年 『英和対訳俚諺金言集』[1]
- 1902年 『ABC会話』（フランシス・マカラー（英語版）共著）[1]
- 1903年 『応用英和新辞典』（ハワード・スワン共著）[1]
- 1905年 『英語倶楽部』[1]
- 1906年 『名家尺牘集』[1]
- 1906年 『三大文豪』[1]
- 1906年 『探偵奇談』[1]
- 1907年 『英和対訳西洋柳樽』[1]
- 1909年 『英和双解熟語大辞典』[1]（編集主任だったが、神田乃武・南日恒太郎に交代）[2]
- 1911年 『英和例解要語大辞典』（上巻A-Lのみ）[1]
- 1912年 『和英名家訳例集』[1]
- 1913年 『和文英訳自習書』[1]
- 1915年 『和文英訳教材』[1]
- 1915年 『英和根柢三千句』[1]
- 1916年 『英和根柢壱万語』[1]
- 1920年 『英和活用五千句』[1]
- 1931年 『英作文基本自習書』[1]
- 1935年 『英作文と英文図釈』[1]
- 1936年 『日本英学小史』[1]（杉本つとむ『日本洋学小誌』収録）
- 1937年 Gleams from Japan（『和光集』）[1] - 『ザ・ツーリスト』寄稿文集[6]。
- 1937年 『高等英作文教材』[1]
- 1938年 Paramount English Compositon（中学校・実業学校用文部省検定済）[1]
- 1939年 『英和活用大辞典』[1]
- 1940年 『徹底和文英訳』[1]
- 1953年 『英作文材の研究』[1]
- 1954年 『新和英大辞典』[1]
- 1958年 『新英和活用大辞典』[1]

## 人物
小学校中退の学歴でありながら、ジャパンタイムズ等での実務経験が自らの英語力を培ったと自負し、実用的な英語能力を重視した。特に連語に注目し、1905年（明治38年）以来同僚のイギリス人記者を真似て英文を読んで当たった表現をノートに書き留め、鋏でページを切り取って分類する「ノートブック・ハビット」を長年実行し、『英和活用大辞典』等の編纂に繋がった。アメリカ軍進駐時代には、屑屋に金を払ってゴミ箱からアメリカ人の手紙等を収集させたという。
また、日常英語には笑話が不可欠であることを認識し、福沢諭吉『開口笑話』に倣って笑話集も多数出版した。
1907年（明治40年）桜井鴎村「日本における英語史」を読んで英学史研究を志した。月給で稀覯本を購入すると、妻の追及を逃れるため、家の外から庭の生垣に本を押し込み、座敷に入った後で回収したという。1959年（昭和34年）蘭学資料研究会顧問。フランソワ・ハルマ『蘭仏辞典』、『ハルマ和解』、『英和対訳袖珍辞書』等の旧蔵書は早稲田大学図書館洋学文庫に所蔵される。
酒と煙草は飲まず、茶道、書道に通じ、一時期釣りに熱中した。晩年アントン・ジュリアス・カールソンの老人学論に傾倒した。

## 栄典
- 1957年（昭和32年）11月3日 紫綬褒章（英学者として初）[1]
- 1959年（昭和34年）9月22日 正六位・勲五等双光旭日章[1]

## 家族
実家は箱根芦之湯の旧家で、代々伊勢屋清左衛門を名乗り、旅館を経営した。
- 父：勝俣清左衛門 - 伊勢国多気郡からの養子。カトリック教会に入信した。1917年（大正6年）3月5日没[1]。
- 母：リキ - 1907年（明治40年）11月1日没[1]。
  - 姉：ウメ - 明治2年（1869年）生。カトリックに入信し、横浜コーラン女学校で英語を学び、キリンビール創業者ウィリアム・コープランドと結婚した。1908年（明治41年）没[1]。
  - 妹：スマ - 1877年（明治10年）生[1]。
  - 弟：敬三 - 1880年（明治13年）生[1]。
  - 弟：博之 - 1882年（明治15年）生[1]。
- 妻：滝江 - 1882年（明治15年）11月生[16]。警視庁警視赤羽友春次女。東京女学館出身。1903年（明治36年）5月14日結婚。1957年（昭和32年）12月30日没[1]。
  - 長女：道子 - 1906年（明治39年）5月生[16]。1940年（昭和15年）11月12日未婚で病没[1]。
  - 次女：友子 - 1914年（大正3年）9月生[16]。1959年（昭和34年）10月20日45歳で没[1]。
  - 三女：愛子（豊子） - 1914年（大正3年）9月生[16]。友子との双生児[1]。
  - 長男：正敏[1]
  - 次男：明[1] - 1911年（明治44年）2月生[16]。
  - 四女：英子[1] - 1917年（大正6年）9月生[16]。